# Chlorid protaktiničný
Chlorid protaktiničný je anorganická sloučenina s chemickým vzorcem PaCl5.

## Příprava
Chlorid protaktiničný lze připravit reakcí oxidu protaktiničného s chloridem thionylu, tetrachlormethanem nebo uhlíkem a chlorem:
Pa2O5 + SOCl2 → 2 PaCl5 + 5 SO2
Pa2O5 + CCl4 → 2 PaCl5 + 5 COCl2
Pa2O5 + 5 C(+CCl4) + 5 Cl2 → 2 PaCl5 + 5 CO2

## Vlastnosti
Chlorid protaktiničný tvoří žluté krystaly v jednoklonné krystalové soustavě s prostorovou grupou C2/c (Číslo 15) s parametry mřížky a = 797 pm, b = 1135 pm, c = 836 pm a β = 106,4° a čtyřmi jednotkami na elementární buňku. Chlorid protaktiničný je radioaktivní.
Chlorid protaktiničný může reagovat s bromidem boritým za zvýšené teploty za vzniku bromidu protaktiničného. Za vyšší teploty také reaguje s fluorem za vzniku fluoridu protaktiničného.